# In the Wee Small Hours of the Morning
In the Wee Small Hours of the Morning est une chanson écrite par David Mann (en) (musique) et Bob Hilliard (paroles).
Frank Sinatra est le premier à enregistrer la chanson en 1955. Elle donne son nom à son album paru cette année, In the Wee Small Hours.
Mann et Hillard écrivent cette chanson lors d'une session de composition après minuit, chez ce dernier au New Jersey. Alors que Mann est le point de rentrer à New York, Hilliard insiste pour qu'il reste pour une session improvisée d'écriture de chansons. Mann accepte à contrecœur et finit par composer une mélodie sur laquelle Hilliard pose rapidement ses paroles.